# Aires Ali
Aires Ali (né le 6 décembre 1955 à Unango (pt) dans l'actuel district de Sanga de la province de Niassa) est un homme politique mozambicain. Gouverneur de la province d'Inhambane (2000-2004) puis ministre de l'Éducation (2005-2010), il a exercé les fonctions de Premier ministre du 16 janvier 2010 au 8 octobre 2012.
Il est gouverneur de la province d'Inhambane de 2000 à 2004 et ministre de l'Éducation de 2005 à 2010. Il a été nommé ambassadeur en Chine en juin 2016 par le président Filipe Nyusi.
En octobre 2021, son nom est cité dans les Pandora Papers.